# Mesonoemacheilus
Mesonoemacheilus is een geslacht van straalvinnige vissen uit de familie van de bermpjes (Nemacheilidae).

## Soorten
- Mesonoemacheilus herrei Nalbant & Bânârescu, 1982
- Mesonoemacheilus pambarensis (Rema Devi & Indra, 1994)
- Mesonoemacheilus remadevii Shaji, 2002